# Bademli, Ödemiş
Bademli là một thị trấn thuộc huyện Ödemiş, tỉnh İzmir, Thổ Nhĩ Kỳ. Dân số thời điểm năm 2010 là 2.815 người.